# Uranotaenia cooki
Uranotaenia cooki är en tvåvingeart som beskrevs av Francis Metcalf Root 1937. Uranotaenia cooki ingår i släktet Uranotaenia och familjen stickmyggor. Inga underarter finns listade i Catalogue of Life.